# Dewoitine D.520
Dewoitine D.520 („Девоатин“) е самолет изтребител, произведен във Франция по време на Втората световна война и приет на въоръжение в българските Въздушни на Негово Величество войски.

## История
Конструкторът Емил Девоатин (Émile Dewoitine) разработва Dewoitine D.520 в отговор на поканата на ВВС на Франция за разработката на самолет изтребител достигащ максимална скорост 520 km/h. Проектът е завършен от Nationale de Construction Aéronautique du Midi, и са произведени три прототипа. С двигател Hispano-Suiza 12Y21 – 890 hp, самолетът достига 480 km/h и не постига скоростта от заданието. С двигател 12Y29 и с винт с променлива стъпка при пикиране пилотът Леополд Гали е достигнал скорост 825 km/h. Изтребителят е приет на въоръжение от 1940 г. във френските ВВС (Armée de l`Air).

## Конструкция
Dewoitine D.520 е едноместен едномоторен изтребител. Изпълнен е по схемата целометалически моноплан нископлощник със закрита кабина, прибираем колесник и опашно колело. На изтребителя са поставяни различни двигатели Hispano-Suiza, което определя и модификацията им. Българските въздушни сили са получили този изтребител с двигател Hispano-Suiza 12Y49 – дванадесет цилиндров, „V“ – образен с водно охлаждане и мощност 626 kW (850 hp). Изтребителят е въоръжен с едно 20 mm оръдие Hispano HS 404 с 60 снаряда и 4 х 7,5 mm крилни картечници МАС 1934 М 39 с по 675 патрона за всяка цев.

## България
През 1943 г. Германия чрез военното си аташе предлага за българските военновъздушни сили доставката на трофейни френски изтребители. Българското правителство, принудено от военната обстановка и потребността от мощна изтребителна авиация за нуждите на ПВО, приема, но настоява български военни специалисти да се запознаят на място с предлаганите самолети. За Виши (Франция) заминават инж. Кирил Петков и Цолов, офицер от техническата служба. Комисията одобрява самолетите. Подписва се договор за доставка на 120 самолета Dewoitine D.520 и резервни части за тях. В действителност по договора са доставени само 96 изтребителя. Тези изтребители заедно с Messerschmitt Bf 109 посрещат вълните от бомбардировъчна американска авиация. За мащабите на въздушните сражения за защита на София може да се даде военната справка за 20 декември 1943 година – дивизии от 15 американска въздушна армия с 50 бомбардировача В-24, прикривани от 100 изтребителя Р-38 Lightning се сражават в небето на София с 36 изтребителя Dewoitine D.520 от летище Враждебна и 20 изтребителя Messerschmitt Bf 109 G-2 от летище Божурище.
България се включва във войната срещу Германия с въздушна ескадра в състава на Трети украински фронт. Българската авиация в състав от 276 самолета (от общо 415 в състава на военновъздушните сили) участва с 6 въздушни формирования. Шести изтребителен полк е комплектуван от Messerschmitt Bf 109, G-6 и Dewoitine D.520.

## Технически данни
Екипаж – 1

Разпереност – 10,20 m

Дължина – 8,76 m

Височина – 2,57 m

Носеща площ – 15,95 m2

Маса празен – 2125 kg

Маса стартова – 2790 kg

Скорост максимална (на 5500 m) – 535 km/h

Скорост крайцерска – 445 km/h

Таван – 11 000 m

Далечина на полета – 1250 km

## Варианти
- D-520DC версия с двойна кабина.
- D-520T двигател Hispano-Suiza 12Z-89 с 1200 hp (прототип)
- D-520Z двигател Hispano-Suiza с 1600 hp (прототип)
- Dewoitine 521 двигател Roll Royce Merlin с 1030 hp (прототип)
- Dewoitine 523 двигател Hispano-Suiza 12Z-51 с 1000 hp (прототип)
- Dewoitine 524 двигател Hispano-Suiza 12Z-89ter.(прототип)

## Сравними самолети
- Messerschmitt Bf 109
- Як-1
- МиГ-3
- ЛаГГ-3
- Supermarine Spitfire
- Curtiss P-40

## На въоръжение
- България Въздушните на Негово Величество войски
- Германия Luftwaffe
- Италия Regia Aeronautica
- Румъния Fortele Aeriene Române
- Франция Armée de l'Air